# 北陸鉄道8000系電車
北陸鉄道8000系電車（ほくりくてつどう8000けいでんしゃ）は、北陸鉄道（北鉄）に在籍する通勤形電車である。京王電鉄3000系を1996年（平成8年）12月と1998年（平成10年）10月の二度にわたって譲り受けたもので、浅野川線で運用されていた。
本項では、2006年（平成18年）11月に同じく京王3000系を譲り受けて石川線向けに投入した7700系についても記述する。
本項で扱う両系列の購入に際して、北鉄では近代化助成制度に基づく助成金の交付を受けている。

## 導入に至る経緯
1990年代に金沢市の都市開発計画の一環として、浅野川線北鉄金沢駅の地下移転が決定した。浅野川線ではそれまで、北鉄他路線由来の10形式の旧型車両が使用されていたが、これらはすべて半鋼製車体であることから、路線の地下化に伴い必須となる火災対策および不燃化基準への対応が不可能であった。そのため、基準に適合する中古車両の購入を検討していたところ、京王重機整備より京王3000系譲渡の打診があり、これを購入して従来車を代替することとなった。北鉄では8000系として入線した。
8000系導入に伴い、架線電圧の1,500V昇圧も同時に施工されることとなり、1996年（平成8年）12月19日をもって従来の吊り掛け駆動車の大半を置き換えた。なお、浅野川線では同日よりワンマン運転を開始し、8000系も当初よりそれに対応した仕様とされている。
その後、石川線に残存していた旧型車の代替と、夏季の実質的な冷房化率100％達成のため、2006年（平成18年）11月に7700系（モハ7701-クハ7711）2両が石川線に投入された。外観の基本的な仕様は8000系に準じているものの、石川線の主力形式である7000系（元東京急行電鉄7000系）と互換性を持たせるため、主要機器については大幅な設計変更が加えられているが、詳細は後述する。

## 各系列概説

### 8000系
もと京王3000系第1 - 5編成の両端クハで、いずれも分散型冷房装置を搭載する。第1・2編成は全長18,180mmで裾絞りのない車体幅2,700mmの片開扉車、第3編成以降は全長18,500mmで裾絞りを有した車体幅2,800mmの両開扉車と、種車によって車体の仕様が大きく異なり、北鉄では前者は8800番台（モハ8800形-モハ8810形）、後者は8900番台（モハ8900形-モハ8910形）にそれぞれ区分された。

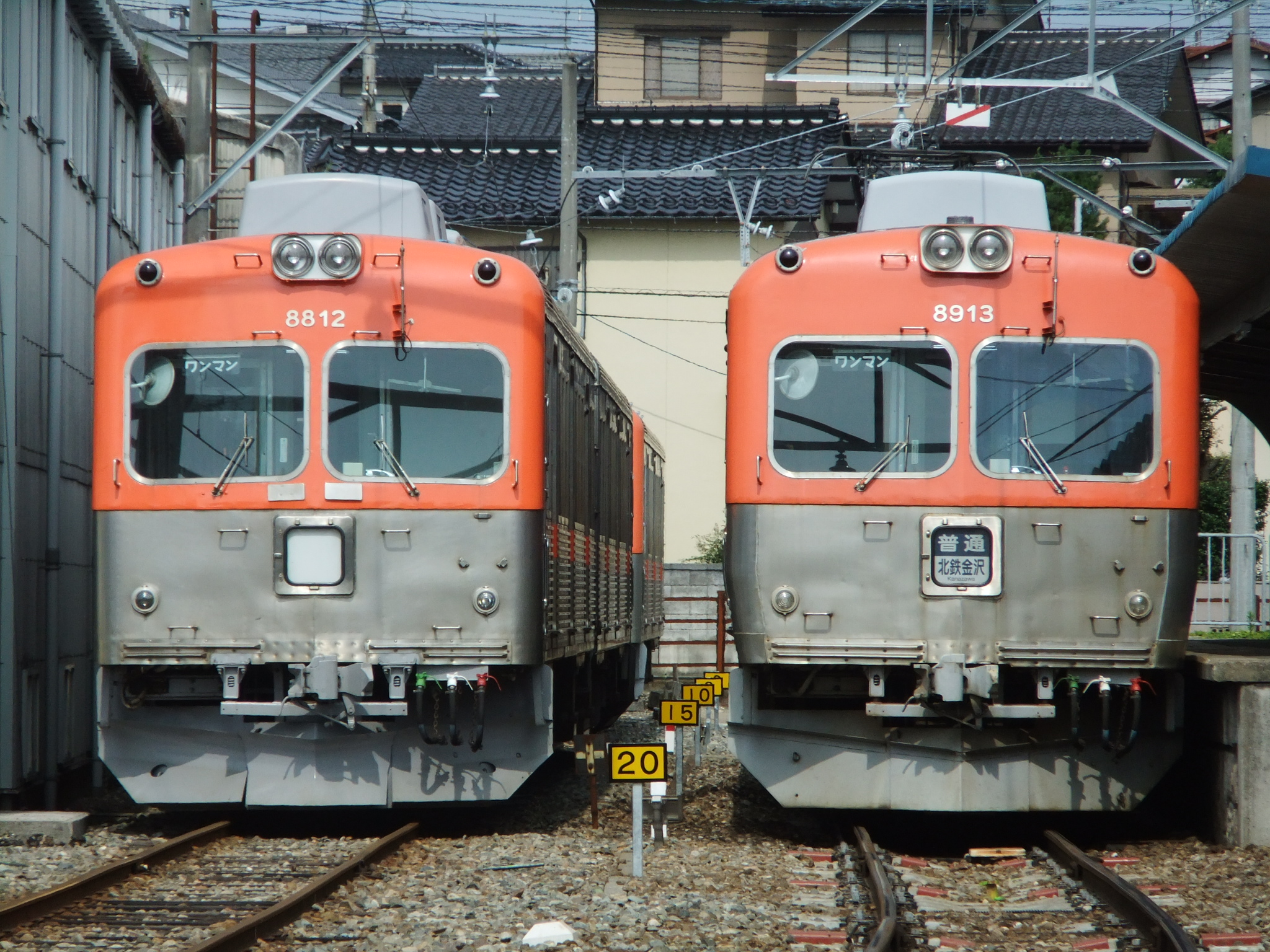
8800番台と8900番台の車体断面の違い
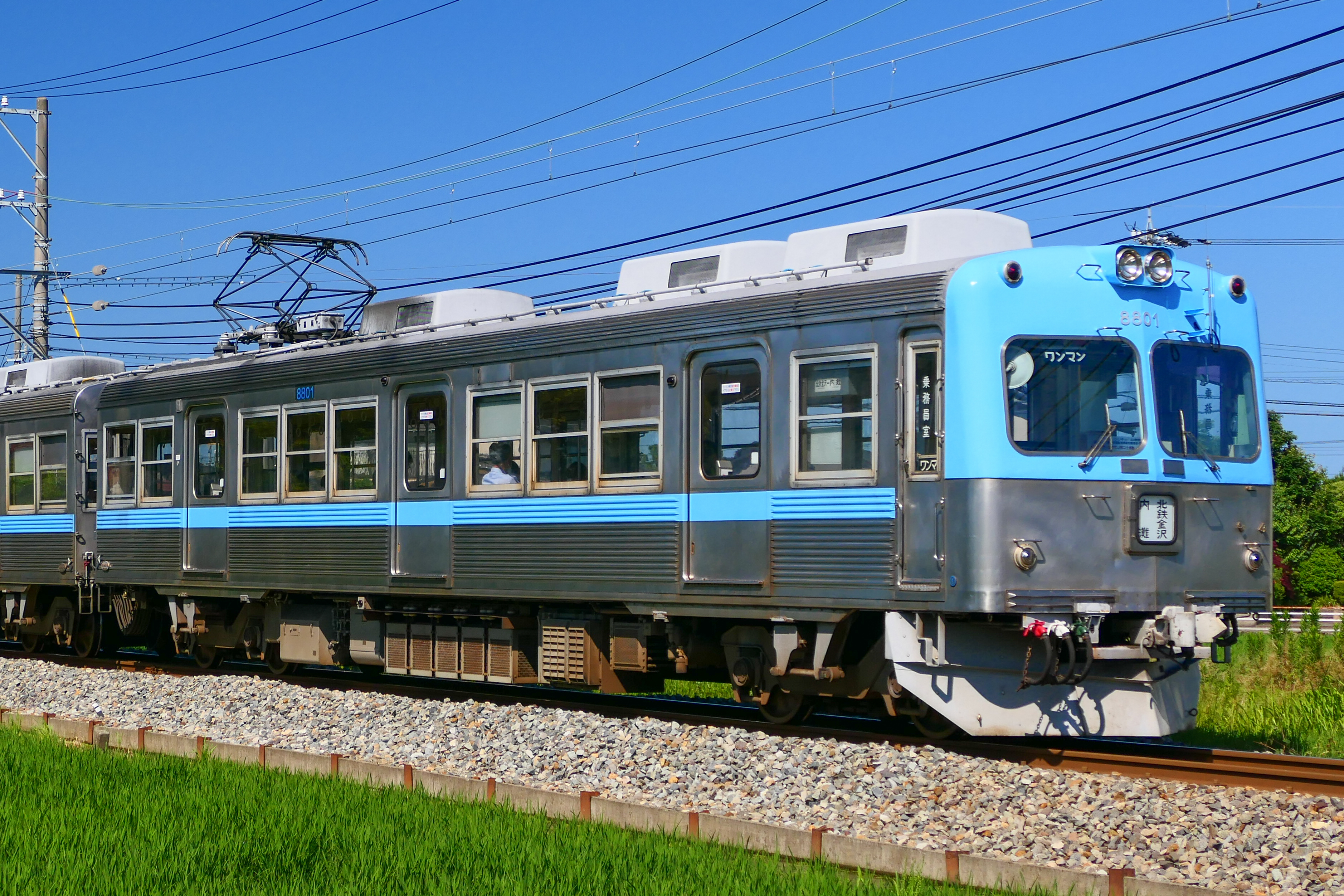
モハ8800形（モハ8801）
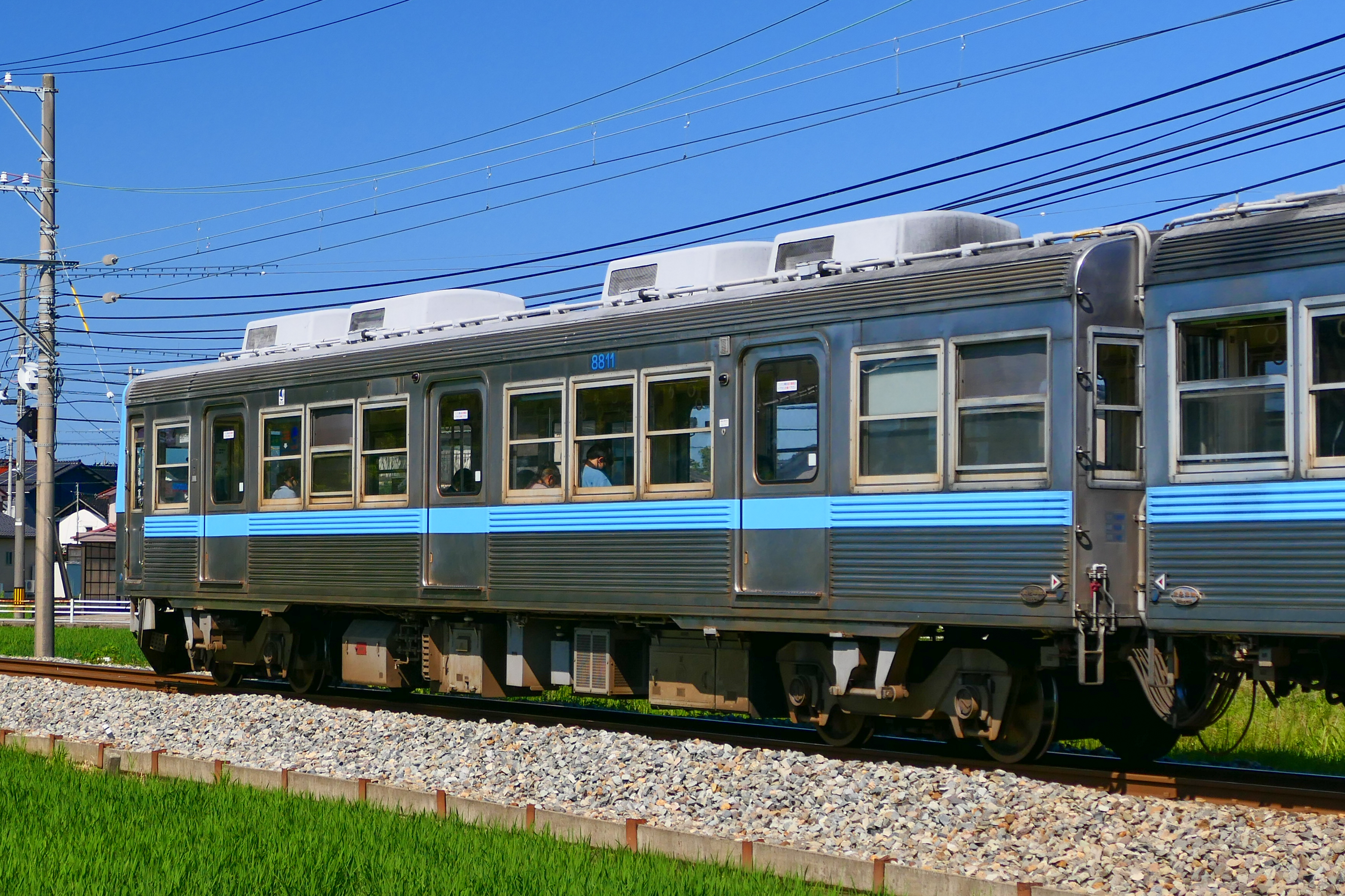
モハ8810形（モハ8811）
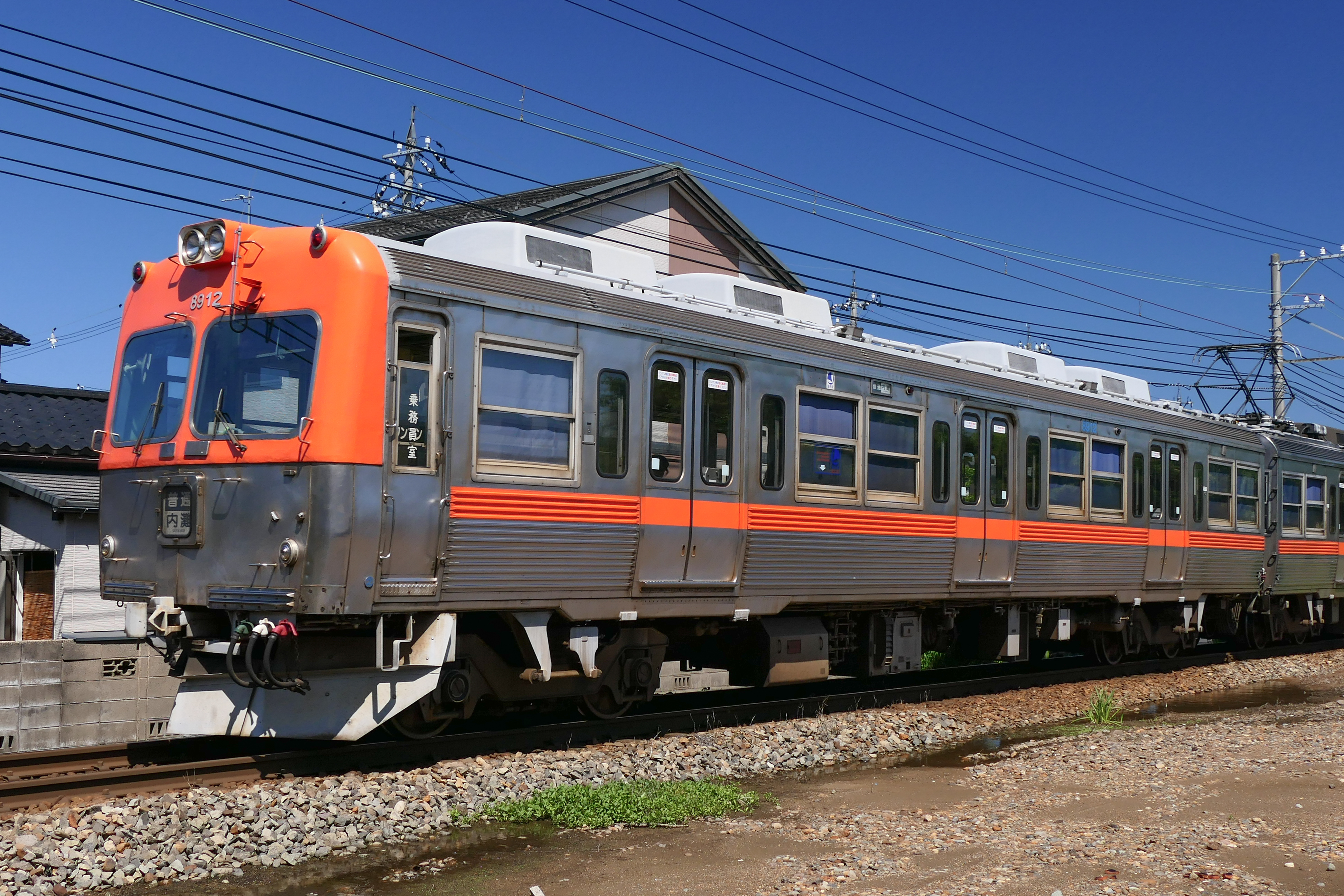
モハ8910形（モハ8912）
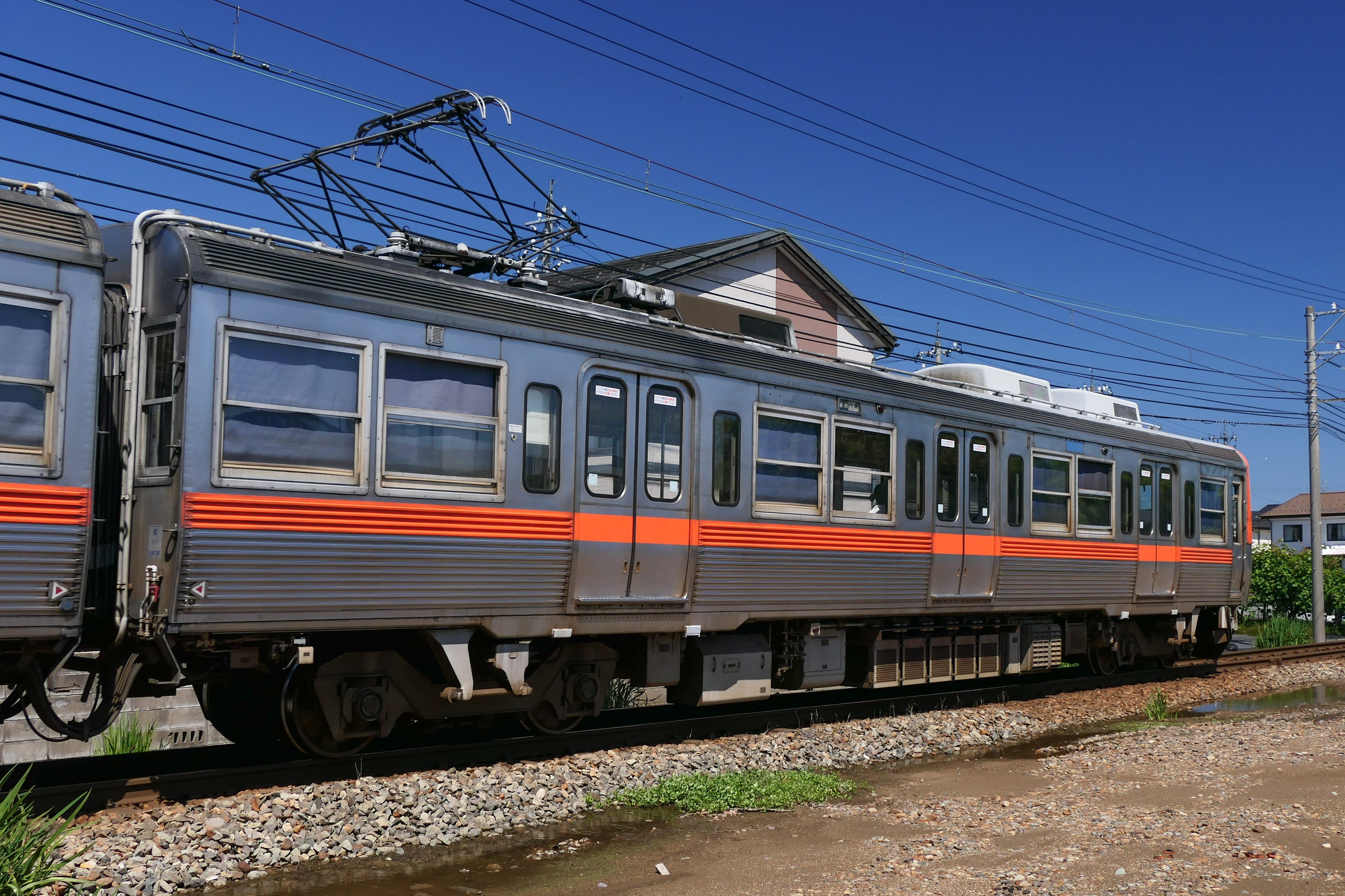
モハ8900形（モハ8902）

いずれもクハを由来としていることから、浅野川線での使用にあたっては廃車解体された京王3000系中間電動車デハ3000形・3050形の発生品を流用して電装化・2M編成化が施工されているが、主抵抗器のみは元が強制通風式であったのに対し、豪雪地帯での使用を考慮し自然通風式のものを新製して搭載した。制御器は東洋電機製造製電動カム軸式ES573A、主電動機は同TDK806/3-C、台車はペデスタル式空気ばね台車の東急車輛製造製TS801Aである。パンタグラフはモハ8800形・8900形の連結面寄りに1基搭載しているが、当該部分の冷房装置を1基撤去し、そのスペースにパンタグラフ台座およびパンタグラフを新設する形を採っている。その台座は積雪時のパンタグラフ下部と屋根間の空間確保のため背高形状となっていることが特徴である。
車体は前述のパンタグラフ新設を除きほぼ原形を保っているが、先頭部FRPが北鉄のコーポレートカラーであるオレンジ色のものに新品交換された他、正面運転台側窓上に列車無線アンテナが設置され、1998年（平成10年）に入線した8903編成では正面窓下の通風口が廃止された。前面の行先表示器は列車種別と行先を併記するタイプのものを備えているが、8801編成のみは「北鉄金沢-内灘」固定表示のアクリル板に交換されている。また、側面行先表示幕非装備の第1・2編成から改造された8800番台の編成は、運転室直後の側窓内側に側面行先表示幕を新設している。
浅野川線では1500V昇圧と同時にワンマン運転の開始を予定していたことから、本系列は当初からデッドマン装置・運賃箱・車内運賃表示器等ワンマン運転関連の機器を搭載して登場した他、モハ8810形・8910形の運転台直後の扉に半自動扉扱い用車外スイッチが設置されている。その他、全編成とも正面床下に大型の排雪器（スノープラウ）を装備し、運転台からの操作によりレール面からの高さ調整を行う機能を備えている。
8800番台2編成・8900番台3編成の計10両が浅野川線に投入され、番台ごとの区別なく運用された。

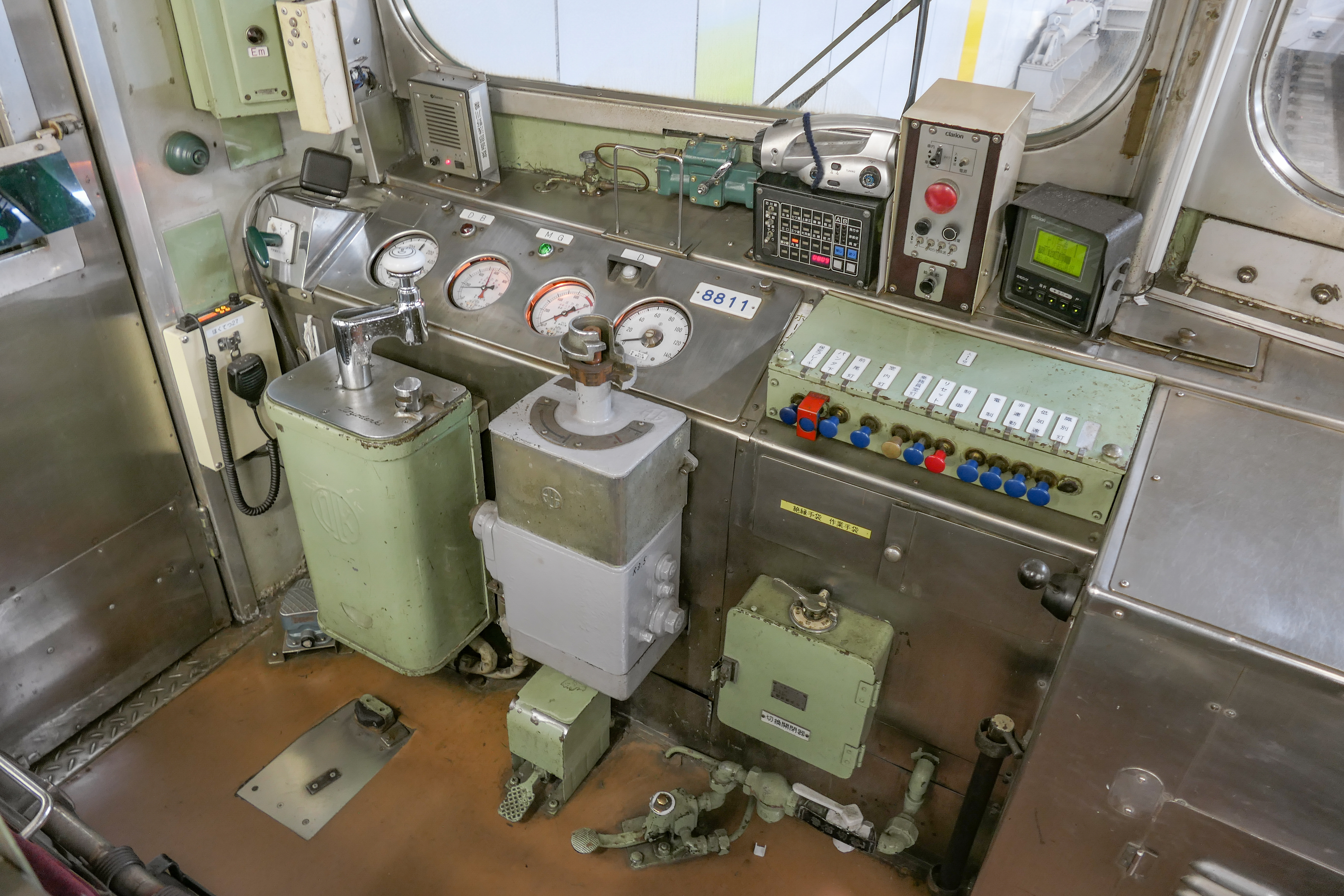
8800番台の運転台（モハ8811）
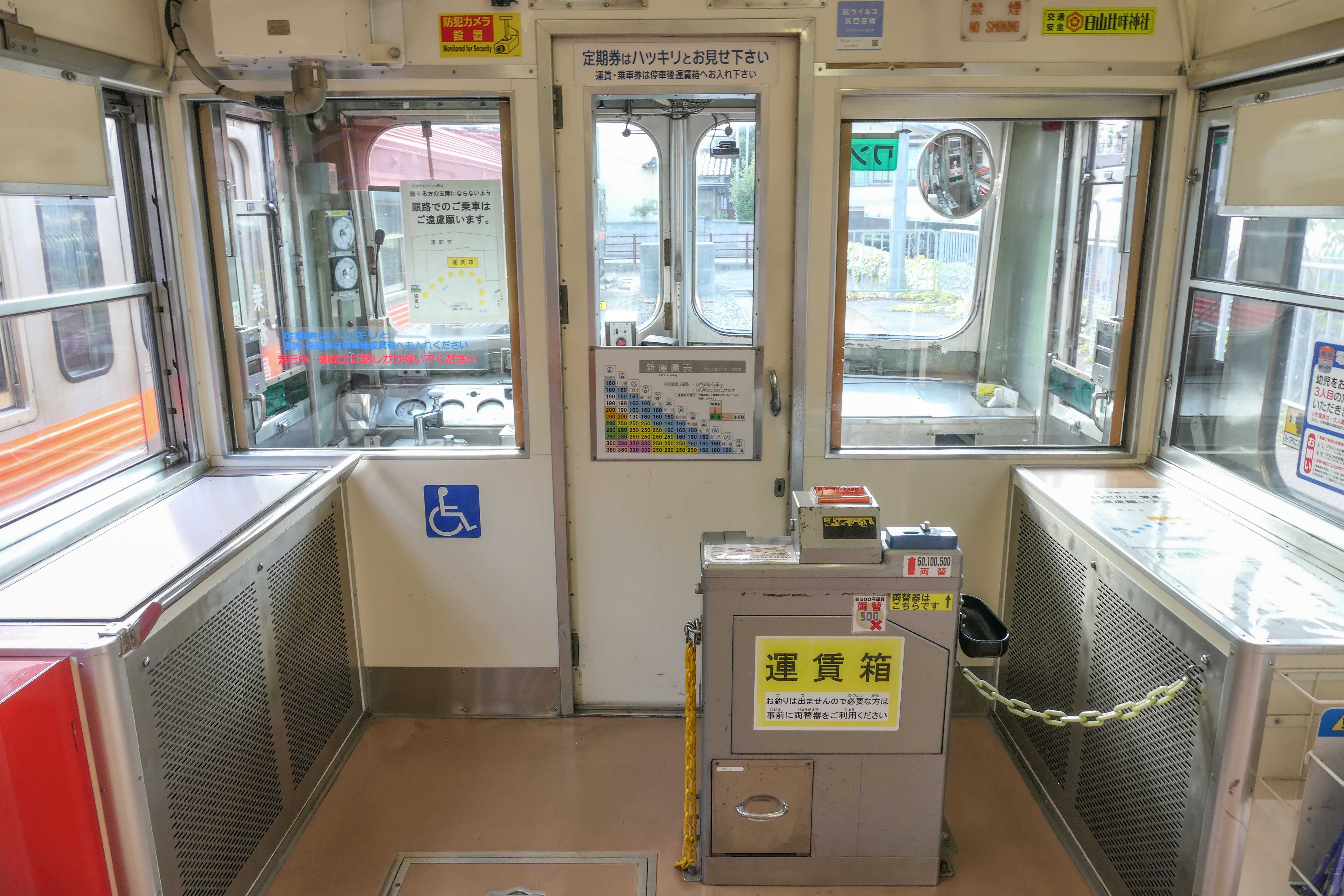
8800番台の乗務員室（モハ8802）
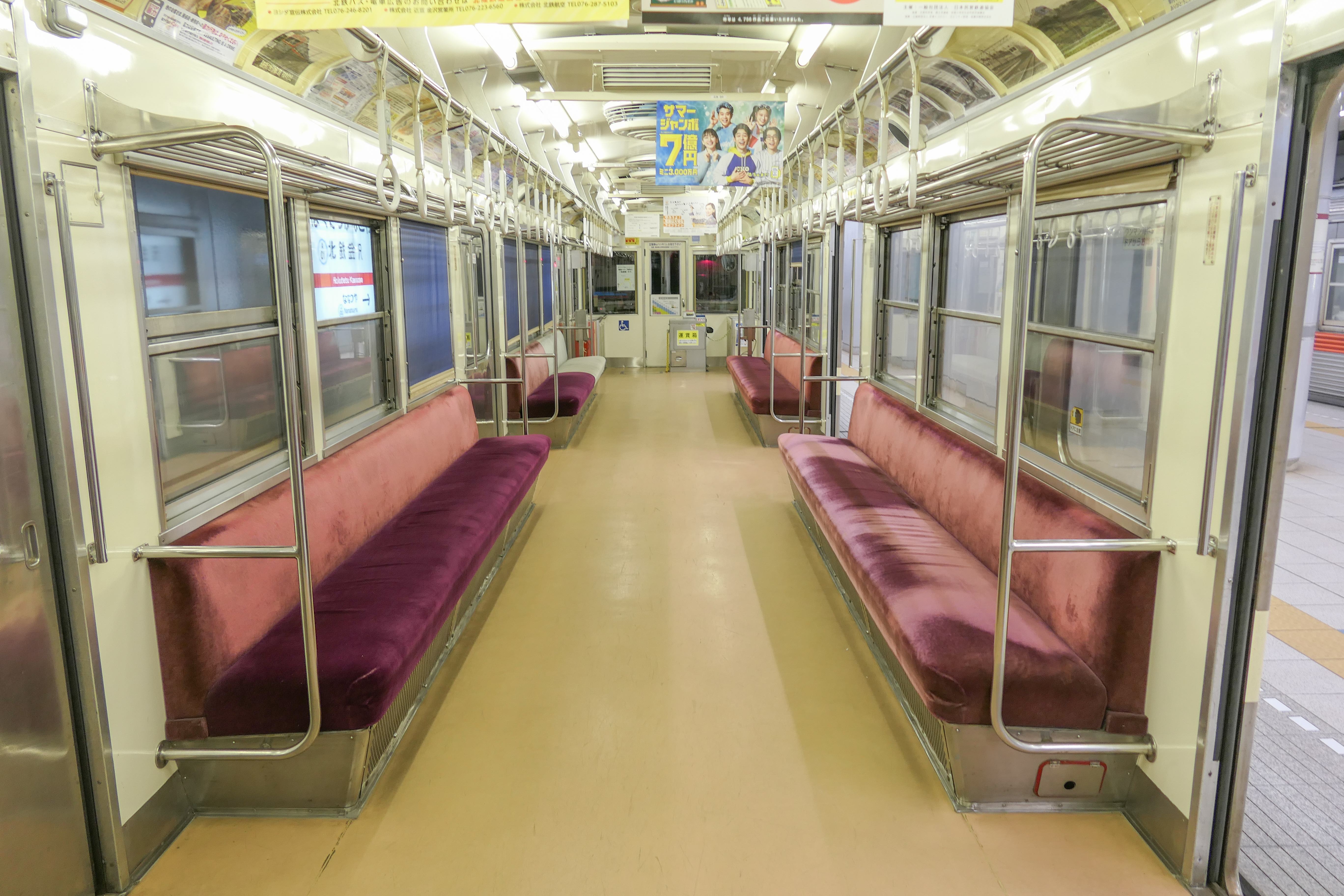
狭幅の8800番台の車内（モハ8802）
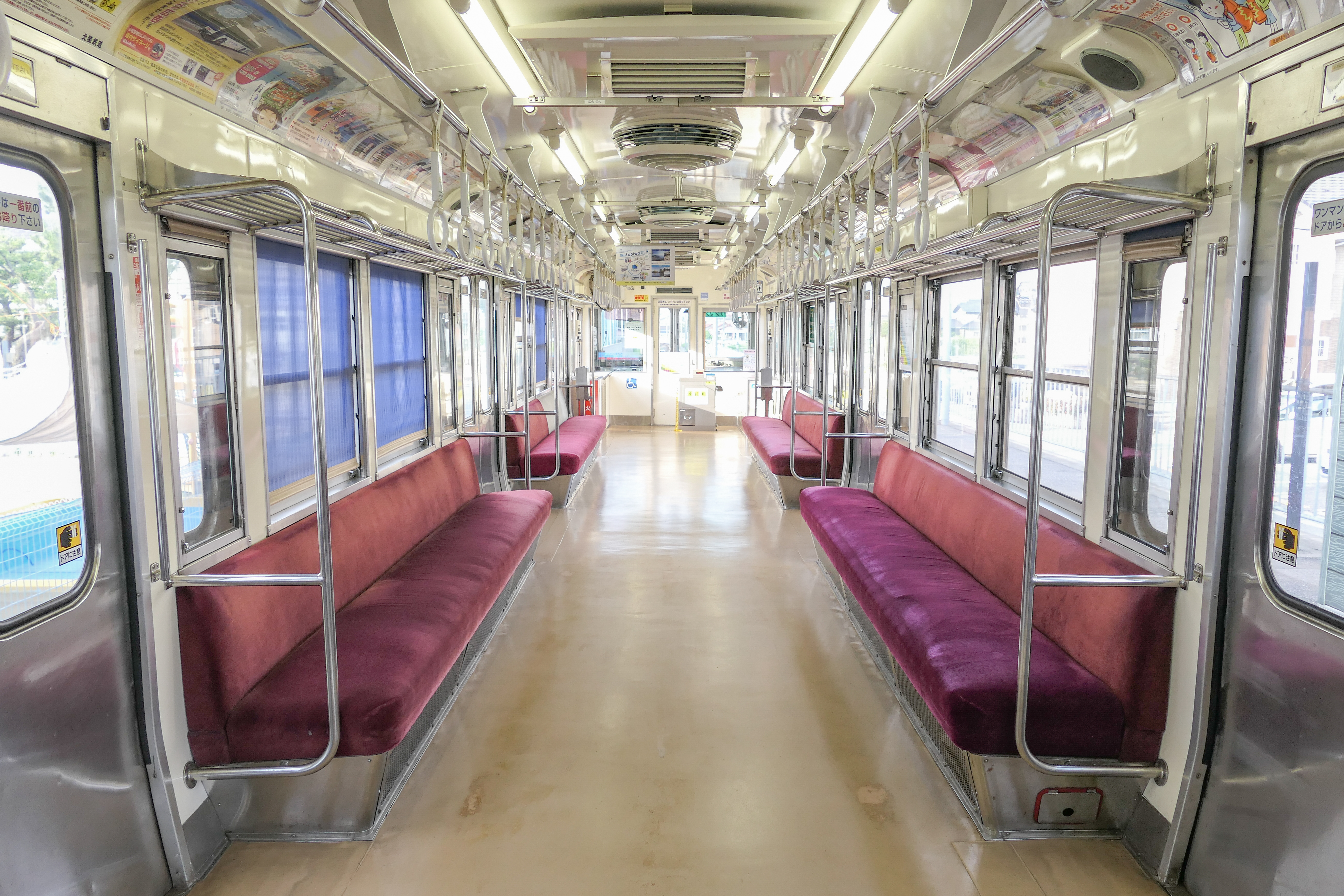
広幅の8900番台の車内（モハ8912）
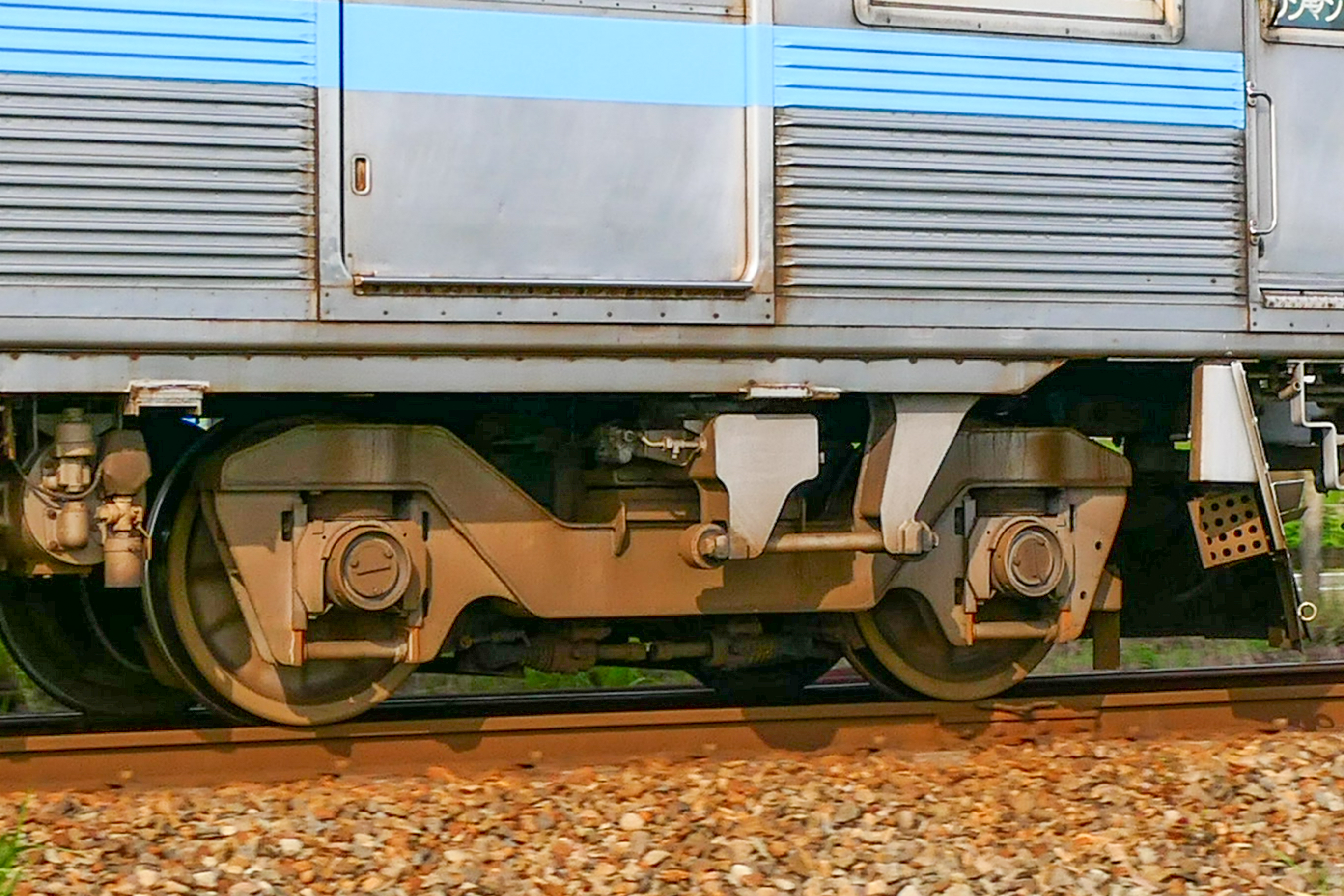
TS801A台車（モハ8801）
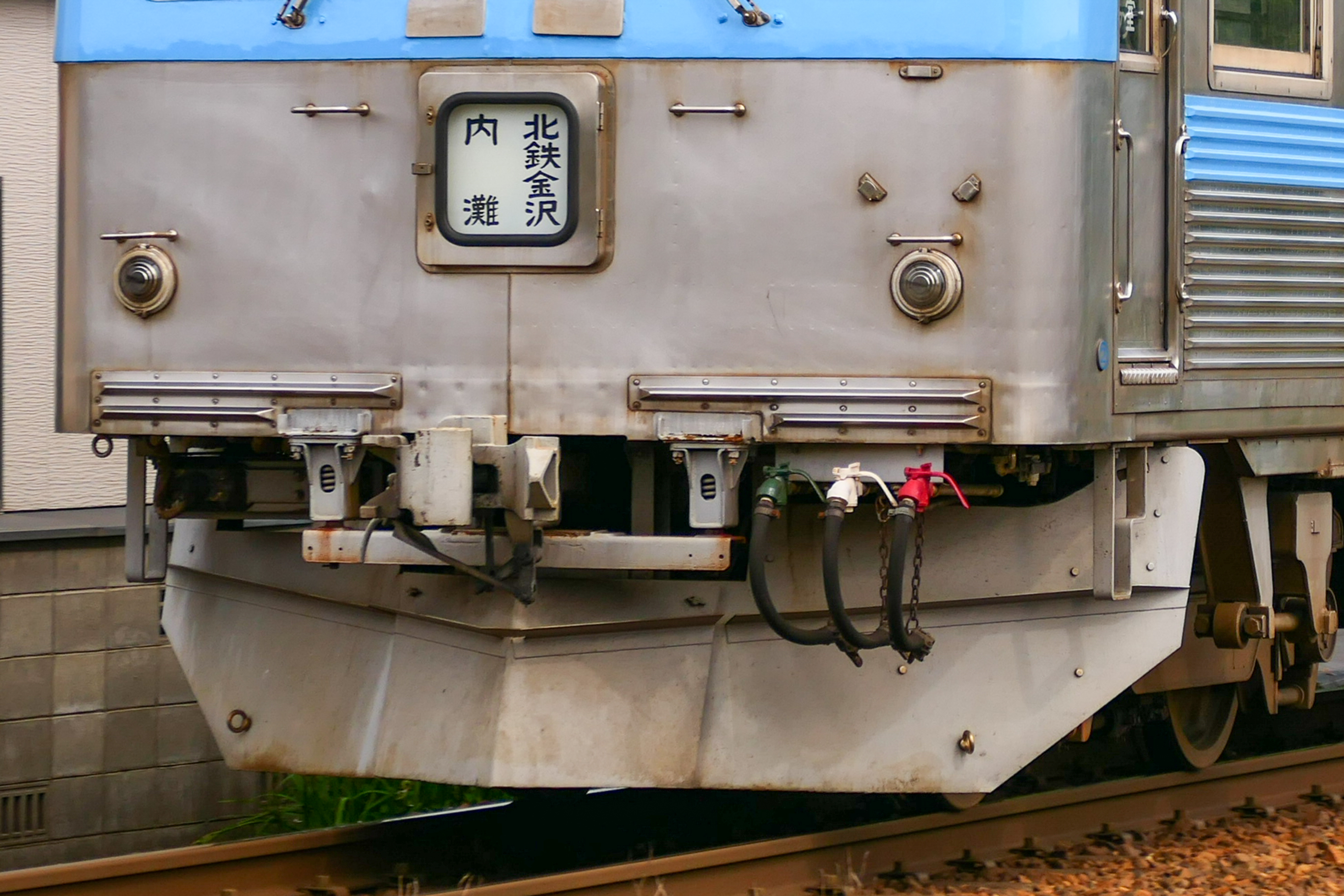
大型のスノープラウ（モハ8811）

### 7700系
もとは京王3000系第11編成の両端クハで、車体外観は8900番台とほぼ同一である。また、分散型冷房装置を搭載する車両であること、電動車化に際しては連結面寄りの冷房装置を1基撤去し、空いたスペースにパンタグラフを新設したこと、ワンマン運転関連の機器を新規搭載したこと等も8000系と同様であった。
石川線の架線電圧は600Vであることから、主要機器をそのまま移設搭載した8000系とは異なり、電装品はそのほとんどが換装され、7000系と同様1M1T編成化された。制御器はCS20A型、主電動機は日立製作所製HS836Frb（MT54）型、台車はモハ7700形が住友金属工業製FS342型、クハ7710形はDT21T型といずれも西武鉄道および東日本旅客鉄道（JR東日本）からの廃車発生品で揃えられ、7000系との仕様の統一が図られた。ただし補助電源は静止形インバータが新製され、クハ7710形に搭載されている。また、新設されたパンタグラフ台座は通常形状のものとされ、8000系のような背高形状にはなっていない。
車体関連では8000系8903編成と同様に正面窓下通風口が廃止されたことに加え、8000系では前照灯周りがクリーム色に塗りわけられていたが、本系列ではオレンジ一色とされたこと、正面排雪器が7000系と同一形状のものとされたことが主な相違点である。なお時期は不明だが前照灯周りの塗りわけは浅野川線8000系同様のクリーム色に塗り直されている。その他、種車の製造年次の相違から、客用扉窓の支持方法が8900番台のHゴムタイプに対し、本系列では押さえ金タイプとなっている。なお、半自動扉扱い用車外スイッチは本系列では各車の運転室直後の扉に設置されている。
本系列は2007年（平成19年）2月より営業運転を開始し、7000系と共通運用で使用されている。
2019年（平成31年）2月6日より、シングルアームパンタグラフに更新されている。

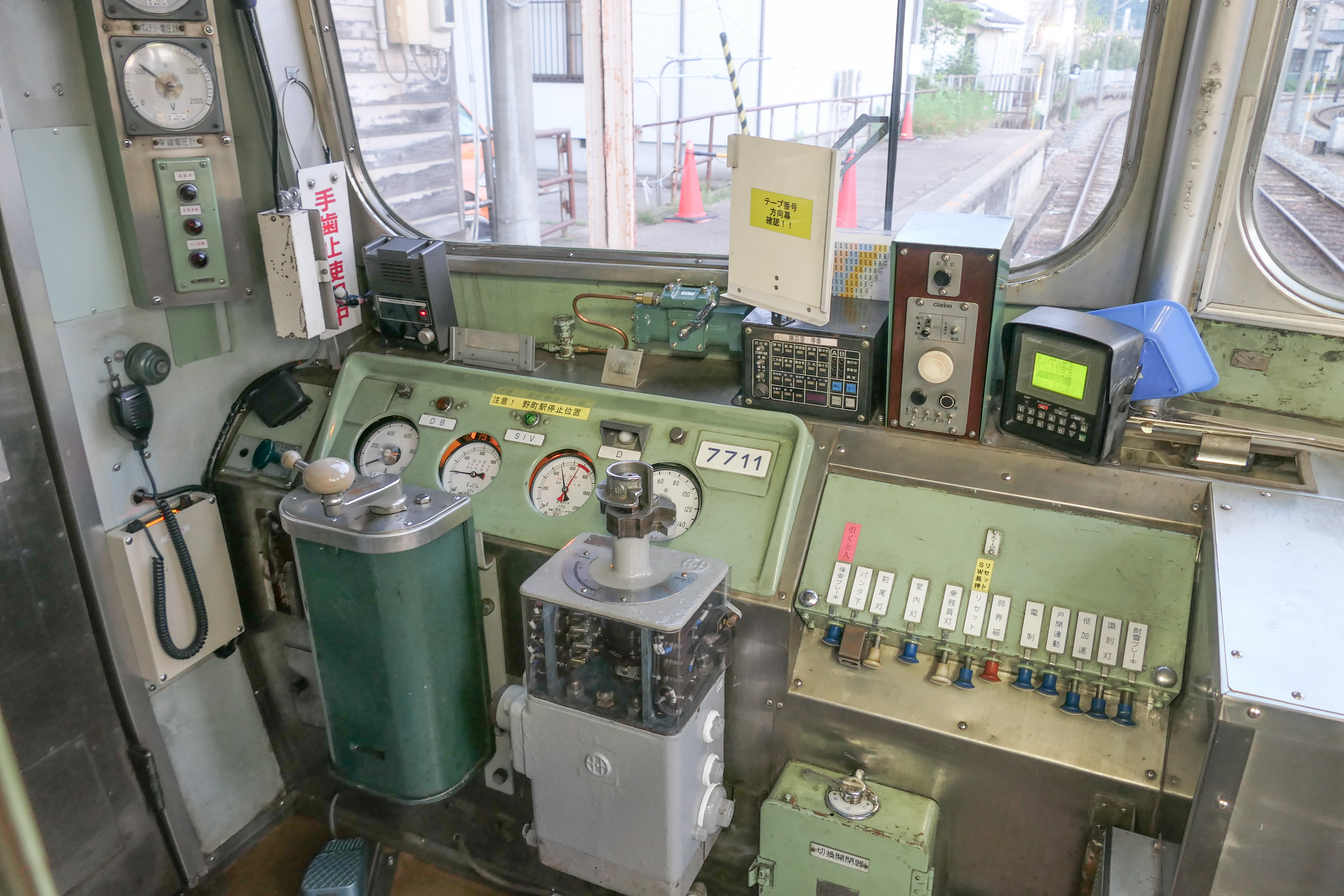
7700系の運転台（クハ7711）
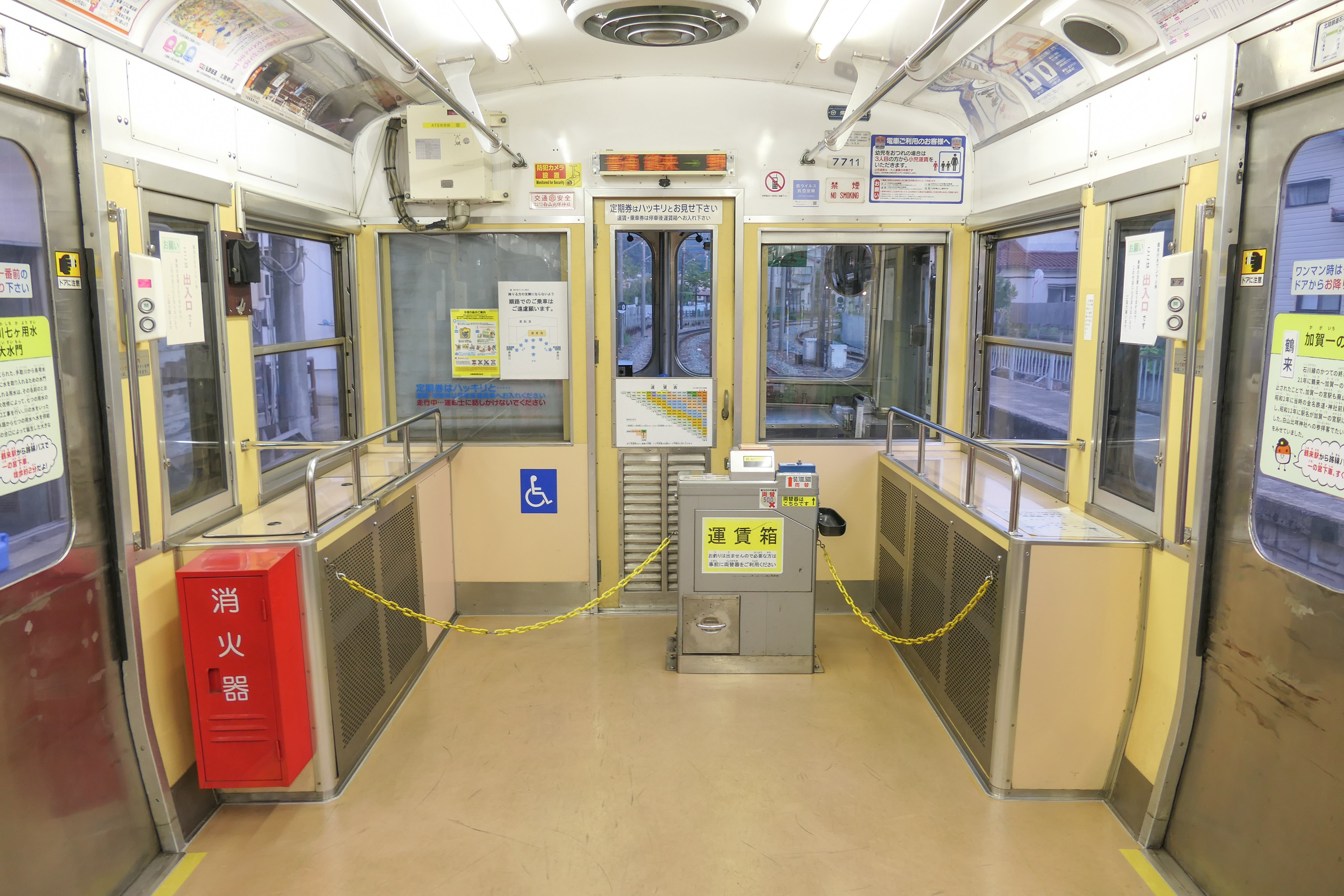
7700系の乗務員室（クハ7711）
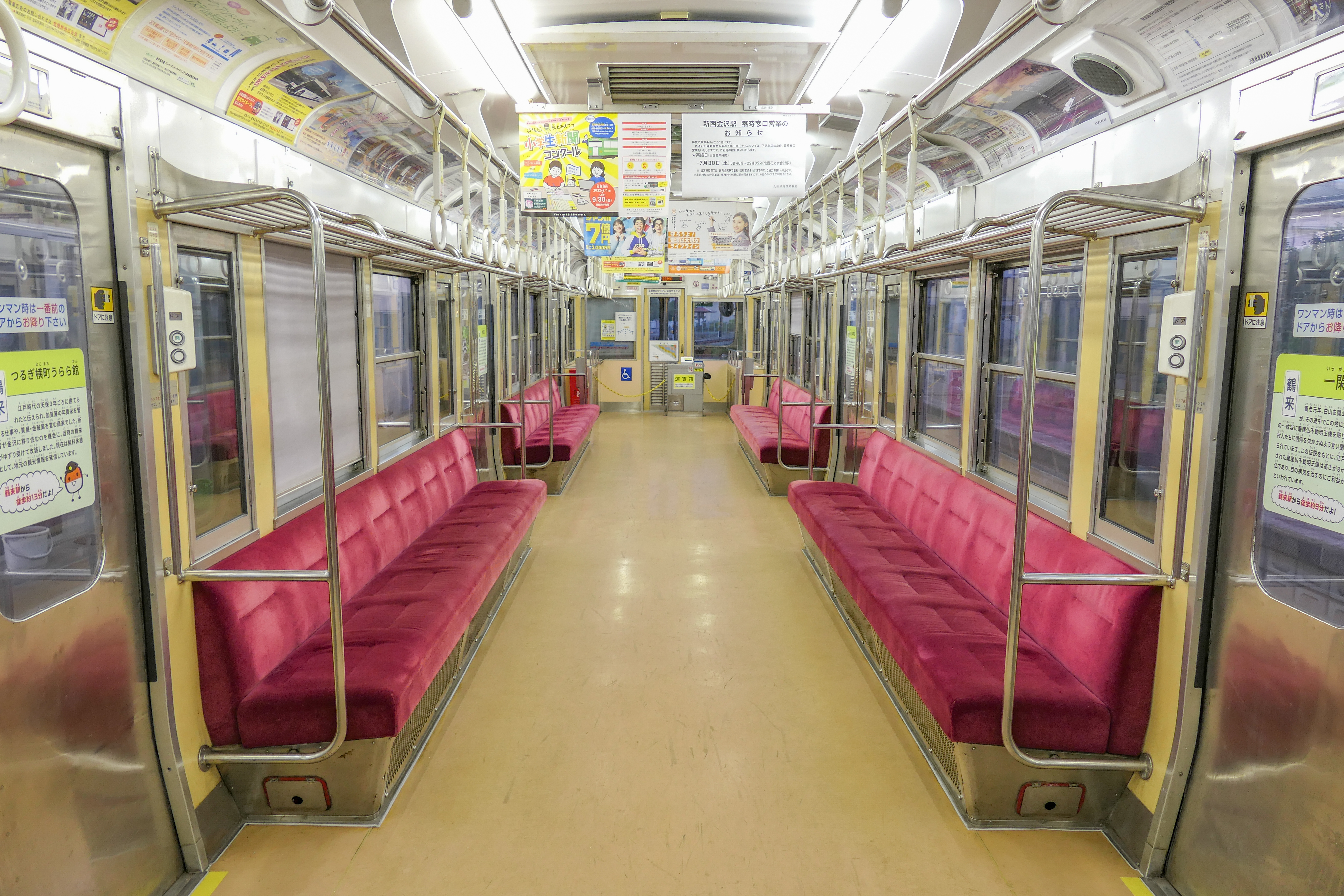
7700系の車内（クハ7711）

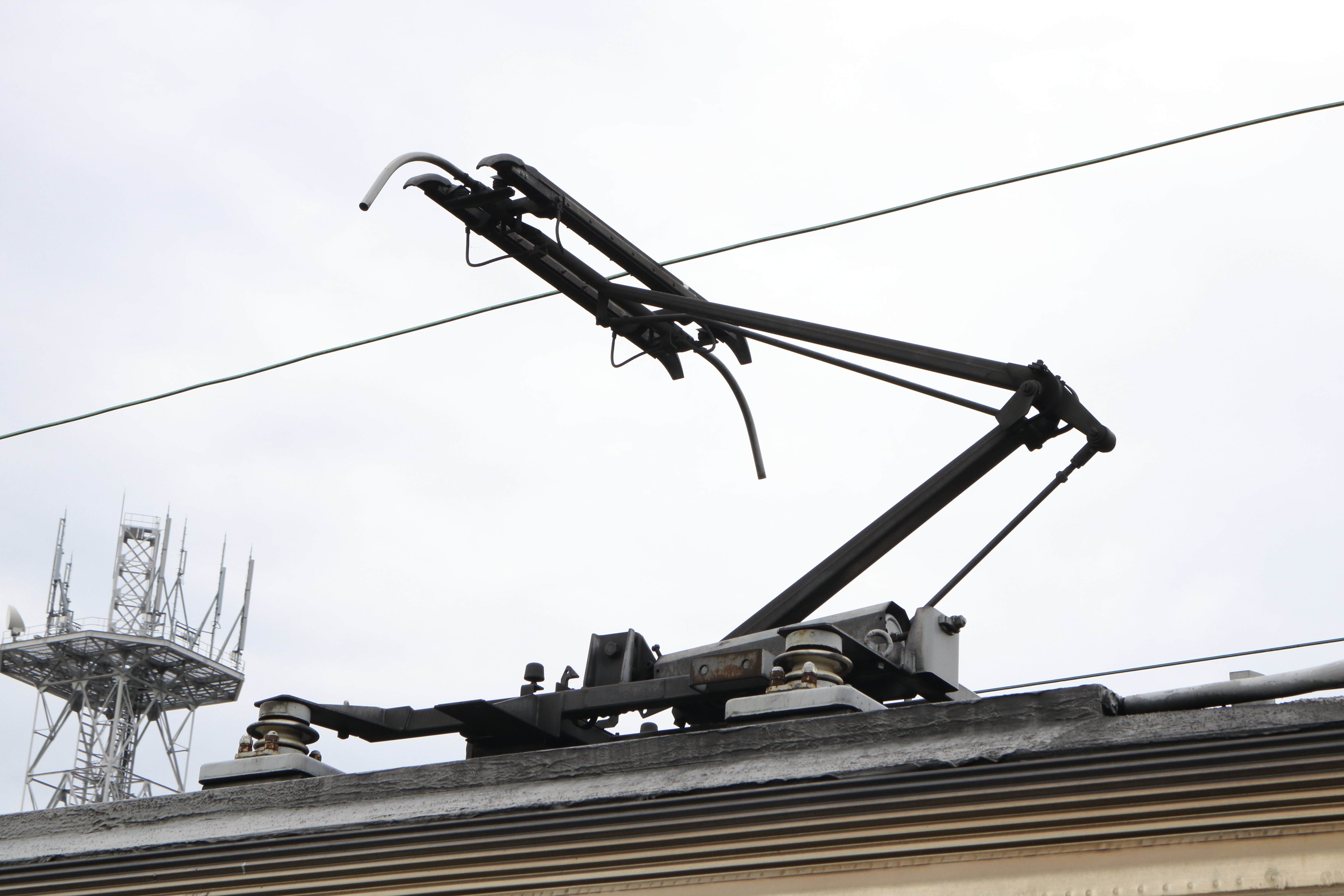
シングルアームパンタグラフ
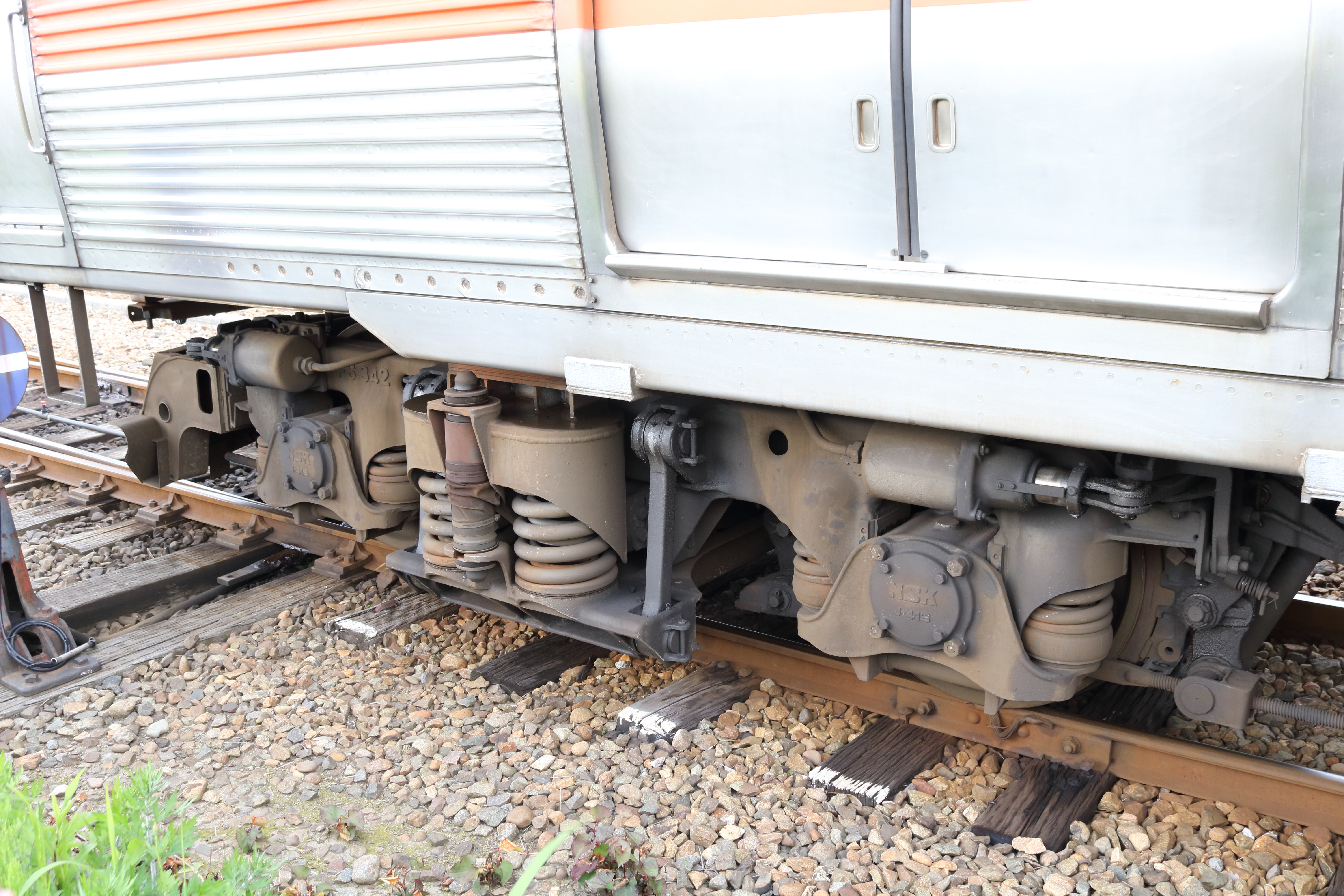
7701のFS342台車
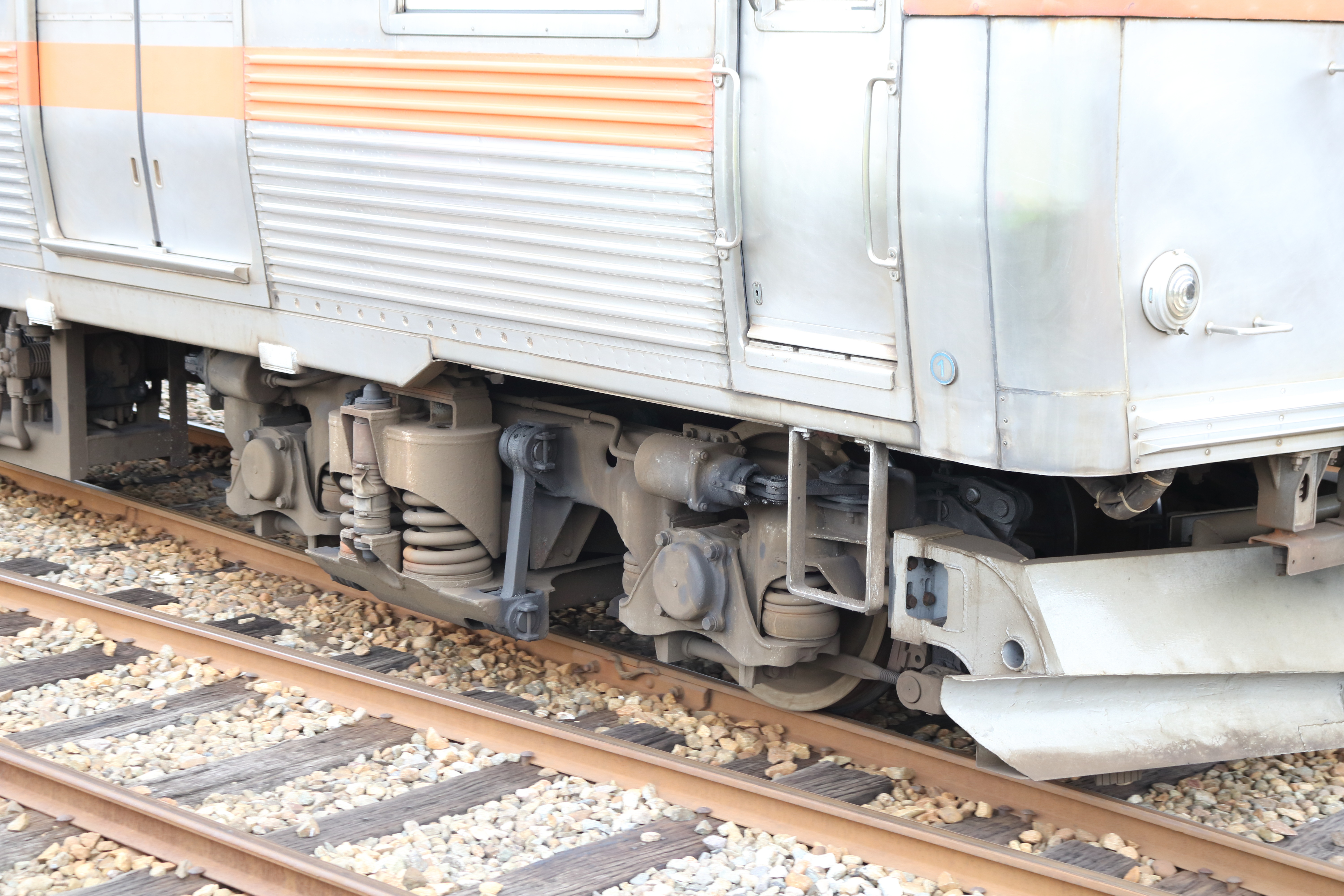
7711のDT21T台車

## 車歴
8000系
| 車番              | 竣工年月               | 京王時代の旧番     | 製造年             | 最終運行年        |
| モハ8801-モハ8811 | 1996年（平成8年）12月  | クハ3751, クハ3701 | 1962年（昭和37年） | 2025年（令和7年） |
| モハ8802-モハ8812 | 1996年（平成8年）12月  | クハ3752, クハ3702 | 1963年（昭和38年） | 2022年（令和4年） |
| モハ8901-モハ8911 | 1996年（平成8年）12月  | クハ3753, クハ3703 | 1963年（昭和38年） | 2021年（令和3年） |
| モハ8902-モハ8912 | 1996年（平成8年）12月  | クハ3754, クハ3704 | 1964年（昭和39年） | 2023年（令和5年） |
| モハ8903-モハ8913 | 1998年（平成10年）10月 | クハ3755, クハ3705 | 1964年（昭和39年） | 2020年（令和2年） |

7700系
| 車番              | 竣工年月               | 京王時代の旧番     | 製造年             |
| モハ7701-クハ7711 | 2006年（平成18年）11月 | クハ3761, クハ3711 | 1967年（昭和42年） |

## 復刻塗装
2022年（令和4年）7月9日より、8000系8802編成が先頭部FRPと側面帯を京王時代のアイボリーホワイトに変更した「復刻塗装車」となり、同年9月24日の営業運転終了までこの姿で運行された。
2023年（令和5年）4月29日より北鉄創立80周年記念企画として、8000系8801編成が先頭部FRPと側面帯を京王時代のブルーグリーンに変更した「復刻塗装車」となって運行されている。

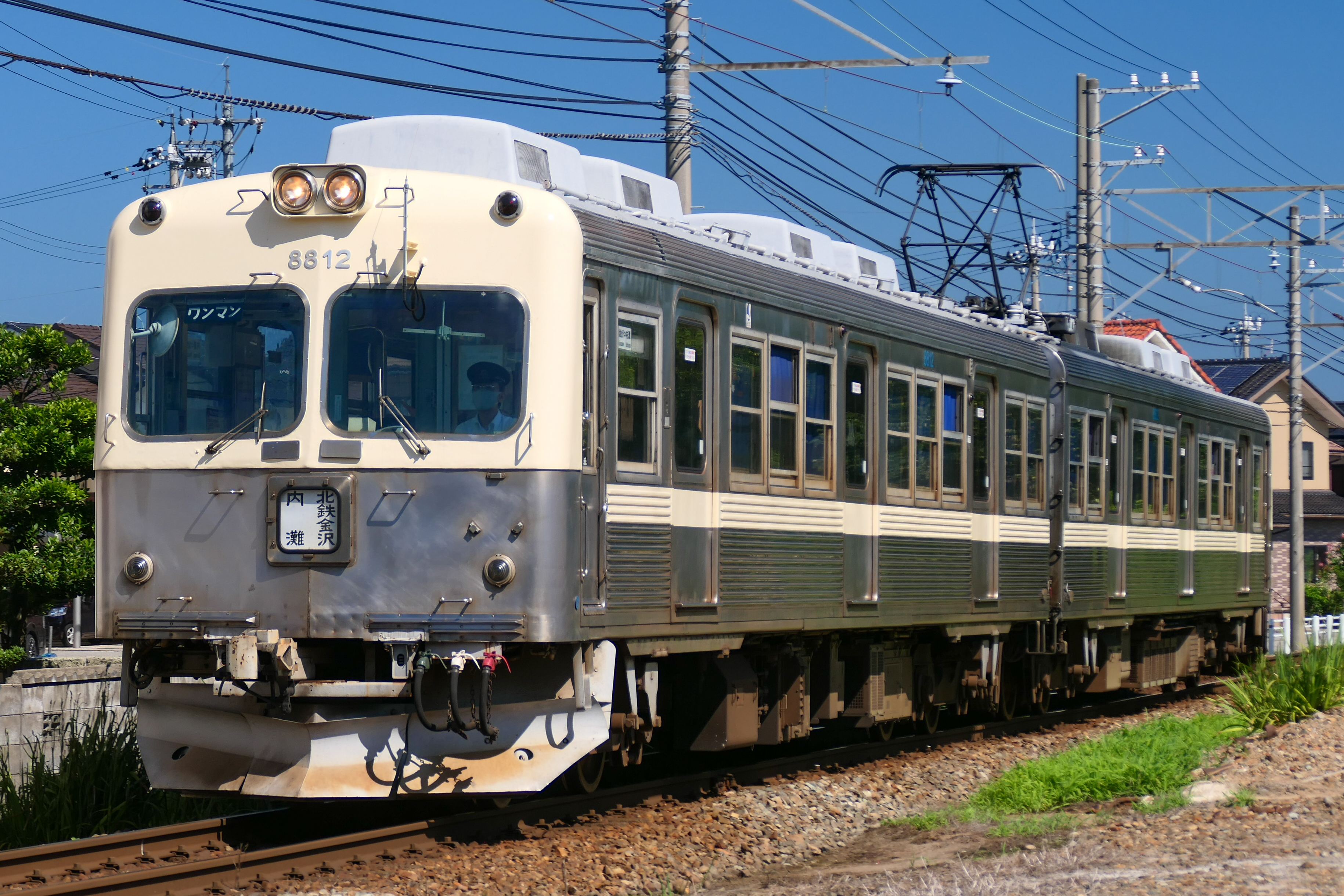
京王時代のアイボリーホワイトに塗装した「復刻塗装車」8802編成
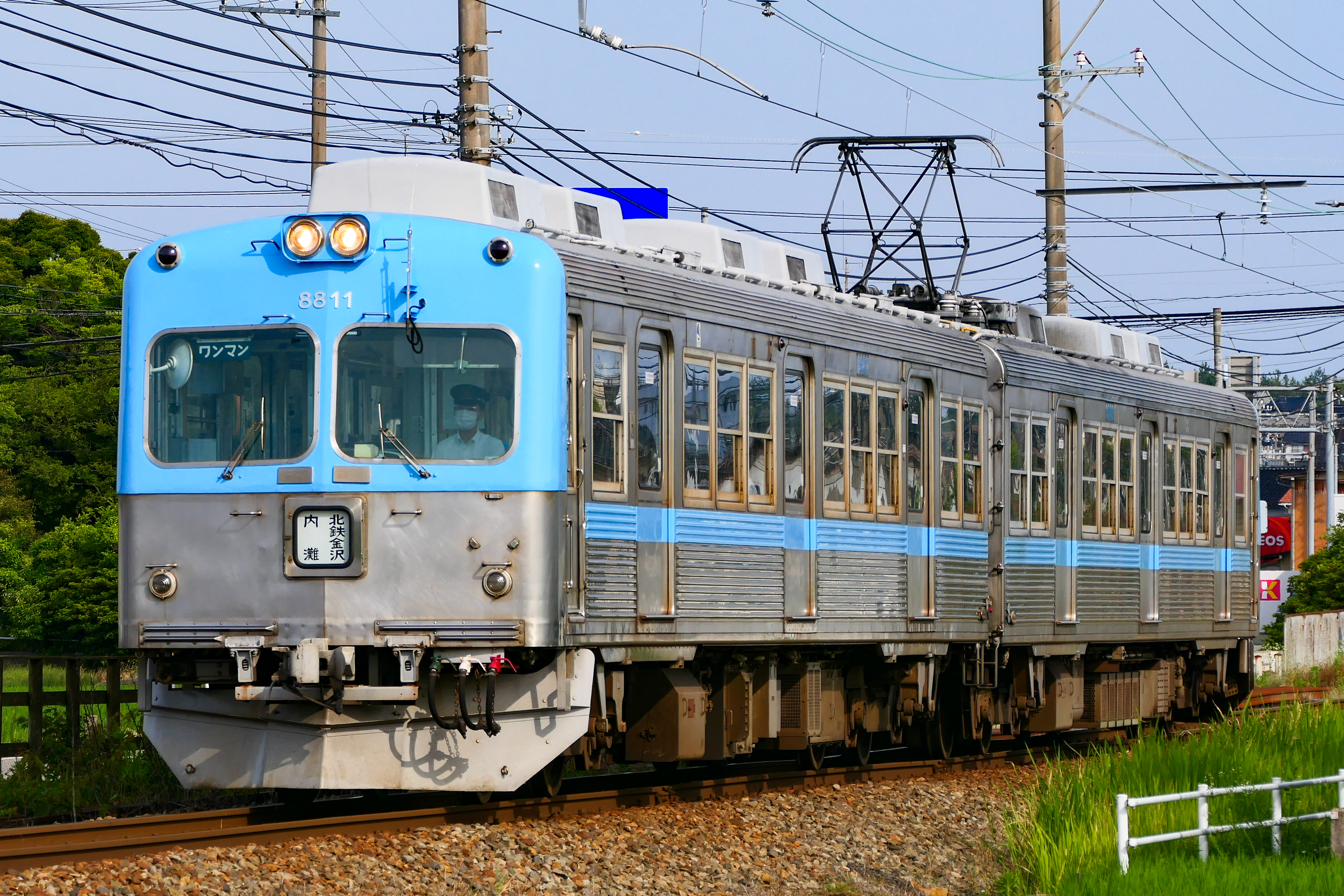
京王時代のブルーグリーンに塗装した「復刻塗装車」8801編成

## 引退

### 8000系
種車の製造から60年近く経過しており老朽化が顕著であることから、2020年（令和2年）以降、東京地下鉄（東京メトロ）より譲受した03系電車を浅野川線に導入し、8000系を順次置き換えることとなった。
2020年（令和2年）12月18日をもって8903編成、2021年（令和3年）5月31日をもって8901編成が営業運転を終了した。
2022年（令和4年）9月24日をもって営業運転を終了した8802編成のうち、客用ドア12枚と乗務員室扉4枚が銚子電気鉄道へ譲渡された。これは、同社で運用されている2000形（元京王2010系→伊予鉄道800系）の客用ドアが、沿線の潮風による塩害で使用不能になったため、その代用品として譲渡されたものである。
2023年（令和5年）7月15日8902編成が運行を終了し、8900番台の編成は全廃となった。
2025年（令和7年）5月25日をもって8801編成が運行を終了し8000系は全編成引退した。8801編成は引退後、一般社団法人carbステンプラカー保存会によって8811号（元3701号）を救うCFが実施され、成立したため保存が決定した。同年冬までに茨城県土浦市の鉄道車両保管・修復スペースの首都圏電車区に輸送される予定である。なお、8801号（元3751号）は解体予定である。

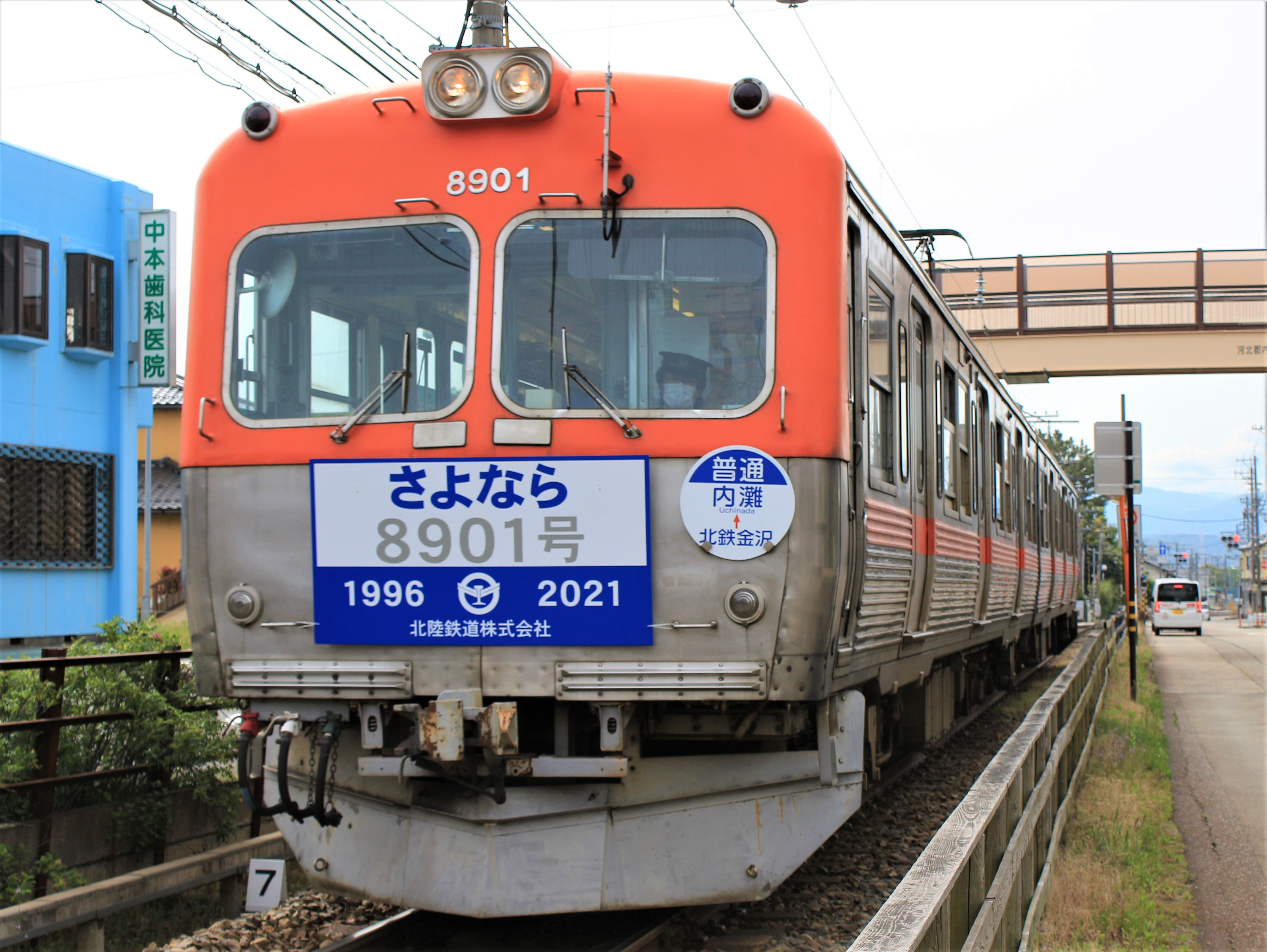
引退記念ヘッドマークを装着した8901編成（8901）
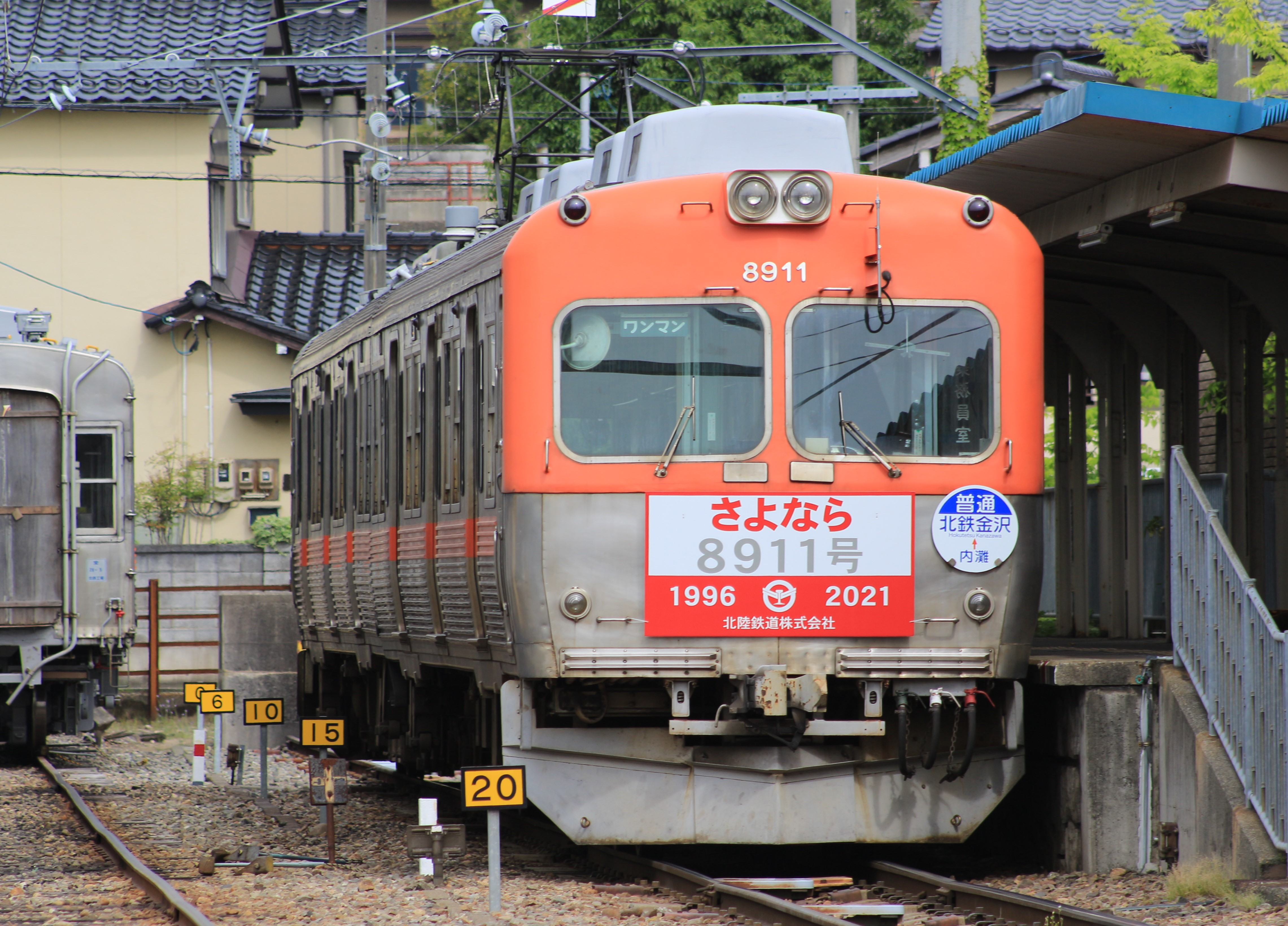
同（8911）